# Niżniepinigino
Niżniepinigino (ros. Нижнепинигино) – wieś (sieło) w Rosji, w obwodzie tiumeńskim, w rejonie sorokińskim. W 2010 liczyła 418 mieszkańców.